# Eduardo Bertrán Sepúlveda
Eduardo Bertrán Sepúlveda   (Santiago de Xile, 25 d'agost de 1978) més conegut com a Edo i Guly és un guionista i creatiu xilè, fill del director de televisió Gonzalo Bertrán Martínez-Conde.
Els seus diferents treballs (publicitat, cinema, guió, ràdio i televisió, entre altres) s'ha caracteritzat per usar la ironia i humor per a retratar l'actualitat. Entre els seus principals assoliments, va ser nominat a un premi MTV i director d'arxiu de la pel·lícula No, nominada a l'Oscar 2013 a millor pel·lícula estrangera.
Va ser part de l'equip d'escriptors dels Premis MTV Llatinoamèrica 2004, ba realitzar i va dirigir el programa documental de viatges La Ruta Quetzal a Canal 13, així com múltiples comercials i vídeos musicals. Va dirigir alguns documentals premiats i el 2006 va fundar la productora Sobras Producciones. Posteriorment va estrenar El Show de Edo a Televisión Nacional de Chile, que es va emetre fins 2009. Va treure un disc amb la seva banda Tiro Al Aire i posteriorment ha estat cap de publicitat corporativa a Simplicity i Hill and Knowlton Captiva
El 19 de setembre de 2019 es va publicar un "homenatge digital" a la trajectòria d'Eduardo Bertrán en la xarxa social Twitter. En el vídeo apareixen algunes imatges de la trajectòria del guionista i els seus projectes.

## Cinema
- "La divina comedia": Director - EN PRODUCCIÓ
- No (pel·lícula): Director d'arxiu
- "33, el rescate" a Vimeo: Director.
- Yo soy así... una historia de rock Chileno: Director / Productor Executiu
- Padre Nuestro: actor
- Sudamerican Rockers: director
- 80's El Soundtrack De Una Generación: productor executiu - actor - Director
- Se arrienda: actor
- Promedio rojo: actor (Marcos)

## Televisió

### TV / Web shows
- El late (CHV): Editor de continguts
- El club de la comedia (Chile) (CHV): Editor de continguts
- Tonka Tanka (Canal 13): Director conductor càpsules "Preguntas mundiales".
- Hora 25 (TVN): Director - conductor segment "fanáticos".
- Exijo una explicación (TVN): conductor - director - productor executiu - guionista
- Tolerancia cero (CHV)): Director càpsules Fernando Villegas en terreno
- Vivir con 10 (CHV): screenplay
- La ruta Quetzal BBVA 2004 (UCTV): director
- El show del EDO (Vía X): director - Productor Executiu - Conductor
- Los Premios MTV Latinoamérica (MTV Networks): guió
- Piloto MTV (MTV Networks): productor executiu - Guió - Conducció
- XLIII Festival Internacional de la Cançó de Viña del Mar (UCTV): direcció pantalla gegant